# Hardy Nilsson
Johan Hardy Nilsson, i folkmun kallad Hårde Hardy, född 23 juni 1947 i Skellefteå, Västerbottens län, är en svensk tidigare ishockeyspelare, senare tränare. 

## Biografi
Hardy Nilsson spelade större delen av sin karriär i Skellefteå, och 1978 blev han svensk mästare med Skellefteå AIK. Samma år blev han Elitseriens mest utvisade spelare. Nilsson spelade en säsong i tyska Kölner Haie innan han avslutade spelarkarriären i Örebro IK i division 1.
Som tränare har han vunnit totalt åtta mästerskap i Sverige, Tyskland och Österrike[källa behövs]. Han har också utsetts till Årets coach två gånger, vilket ingen tidigare lyckats med. Han var förbundskapten för Sveriges herrlandslag åren 2000–2004 och vann två VM-silver och två VM-brons med Sverige. 2000 och 2001 vann han SM-guld med Djurgården, och säsongen 2009/2010 återvände han dit som huvudtränare. Han stannade till januari 2012, då han sparkades efter dåliga resultat. Säsongen slutade med att Djurgårdens IF åkte ur Elitserien.

## Statistik

### Klubbkarriär
| 1965–66           | Skellefteå AIK    | Div. 1               | 3   | 0  | 0  | 0   | 2   | —  | — | — | —  | —  |
| 1966–67           | Skellefteå AIK    | Div. 1               | 21  | 3  | 4  | 7   | 32  | —  | — | — | —  | —  |
| 1967–68           | Skellefteå AIK    | Div. 2               | 18  | 12 | —  | —   | —   | —  | — | — | —  | —  |
|                   |                   | Kvalspel             | —   | —  | —  | —   | —   | —  | 2 | — | —  | —  |
| 1968–69           | Skellefteå AIK    | Div. 1               | 21  | 6  | 4  | 10  | 34  | —  | — | — | —  | —  |
| 1969–70           | Skellefteå AIK    | Div. 2               | 18  | 13 | —  | —   | —   | —  | — | — | —  | —  |
|                   |                   | Kvalspel             | —   | —  | —  | —   | —   | 6  | 5 | 3 | 8  | 10 |
| 1970–71           | Skellefteå AIK    | Div. 1               | 14  | 5  | 5  | 10  | 16  | —  | — | — | —  | —  |
|                   |                   | Kvalspel             | —   | —  | —  | —   | —   | 6  | 0 | 3 | 3  | 6  |
| 1971–72           | Skellefteå AIK    | Div. 2               | 15  | 5  | 24 | 29  | —   | —  | — | — | —  | —  |
|                   |                   | Kvalspel             | —   | —  | —  | —   | —   | 6  | 3 | 0 | 3  | 4  |
| 1972–73           | Skellefteå AIK    | Div. 1               | 14  | 6  | 2  | 8   | 12  | —  | — | — | —  | —  |
|                   |                   | Kvalspel             | —   | —  | —  | —   | —   | 6  | 2 | 3 | 5  | 4  |
| 1973–74           | Skellefteå AIK    | Div.2                | 20  | 15 | —  | —   | —   | —  | — | — | —  | —  |
|                   |                   | Kvalspel             | —   | —  | —  | —   | —   | 6  | 5 | 7 | 12 | 10 |
| 1974–75           | Skellefteå AIK    | Div. 1               | 30  | 16 | 19 | 35  | 43  | 4  | 0 | 2 | 2  | 5  |
| 1975–76           | Skellefteå AIK    | Elitserien           | 36  | 12 | 22 | 34  | 69  | 4  | 1 | 0 | 1  | 8  |
| 1976–77           | Skellefteå AIK    | Elitserien           | 36  | 12 | 23 | 35  | 71  | 5  | 4 | 2 | 6  | 4  |
| 1977–78           | Skellefteå AIK    | Elitserien           | 36  | 25 | 28 | 53  | 80  | 5  | 1 | 2 | 3  | 18 |
| 1978–79           | Kölner Haie       | Eishockey-Bundesliga | 45  | 21 | 81 | 102 | 115 | —  | — | — | —  | —  |
| 1979–80           | Örebro IK         | Div. 1               | 34  | 24 | 50 | 74  | 78  | —  | — | — | —  | —  |
|                   |                   | Kvalspel             | —   | —  | —  | —   | —   | 2  | 1 | 0 | 1  | —  |
| 1980–81           | Örebro IK         | Div. 1               | 35  | 23 | 49 | 72  | 92  | —  | — | — | —  | —  |
|                   |                   | Kvalspel             | —   | —  | —  | —   | —   | 4  | 2 | 8 | 10 | 2  |
| 1981–82           | Örebro IK         | Div. 1               | 35  | 25 | 39 | 64  | 106 | —  | — | — | —  | —  |
|                   |                   | Kvalspel             | —   | —  | —  | —   | —   | 2  | 1 | 1 | 2  | 2  |
| Elitserien totalt | Elitserien totalt | Elitserien totalt    | 108 | 49 | 73 | 122 | 220 | 14 | 6 | 4 | 10 | 30 |

### Internationellt
| År             | Lag            | Turnering      |    | Matcher | Mål | Assist | Poäng | Utv |
| -------------- | -------------- | -------------- | -- | ------- | --- | ------ | ----- | --- |
| 1970–71        | Sverige B      | –              | 1  | 0       | 0   | 0      | –     |     |
| 1974–75        | Sverige B      | –              | 3  | 1       | –   | –      | –     |     |
|                | Sverige        | –              | 9  | 0       | 0   | 0      | –     |     |
| 1977–78        | Sverige        | –              | 10 | 0       | 1   | 1      | 16    |     |
| Sverige totalt | Sverige totalt | Sverige totalt | 19 | 0       | 1   | 1      | 16    |     |

Källa: eliteprospects.com

## Meriter

### Spelare
- SM-guld med Skellefteå AIK 1978
- Elitseriens mest utvisade spelare säsongen 1977/1978[2]

### Tränare
- VM-silver med Sverige 2003, 2004.
- VM-brons med Sverige 2001, 2002
- SM-guld med Djurgårdens IF 2000, 2001
- Årets Coach 1999/2000, 2009/2010
- SM-silver med Djurgårdens IF 2010

## Klubbar som spelare
- Skellefteå AIK (1965–1978)
- Kölner Haie (1978–1979)
- Örebro IK (1979–1982)

## Uppdrag som tränare
- Stocksunds IF (19**–19**)(Div4)
- Bofors IK (1982–1983)
- Modo Hockey (1983–1985)
- Kölner Haie (1985–1992)
- EHC München (1992–1994)
- Schweiz herrar (1994–1995) förbundskapten
- Düsseldorfer EG (1995–1997)
- Djurgårdens IF Hockey  (1999–2000)
- Sveriges herrar (2000–2004) förbundskapten
- EC Red Bulls Salzburg (1 mars 2005–2007)
- Djurgårdens IF Hockey (2009–2012)

## I populärkulturen
Musikgruppen Hardy Nilsson (1991–1997) från Skellefteå var namngiven efter Hardy Nilsson.